# 렌스터

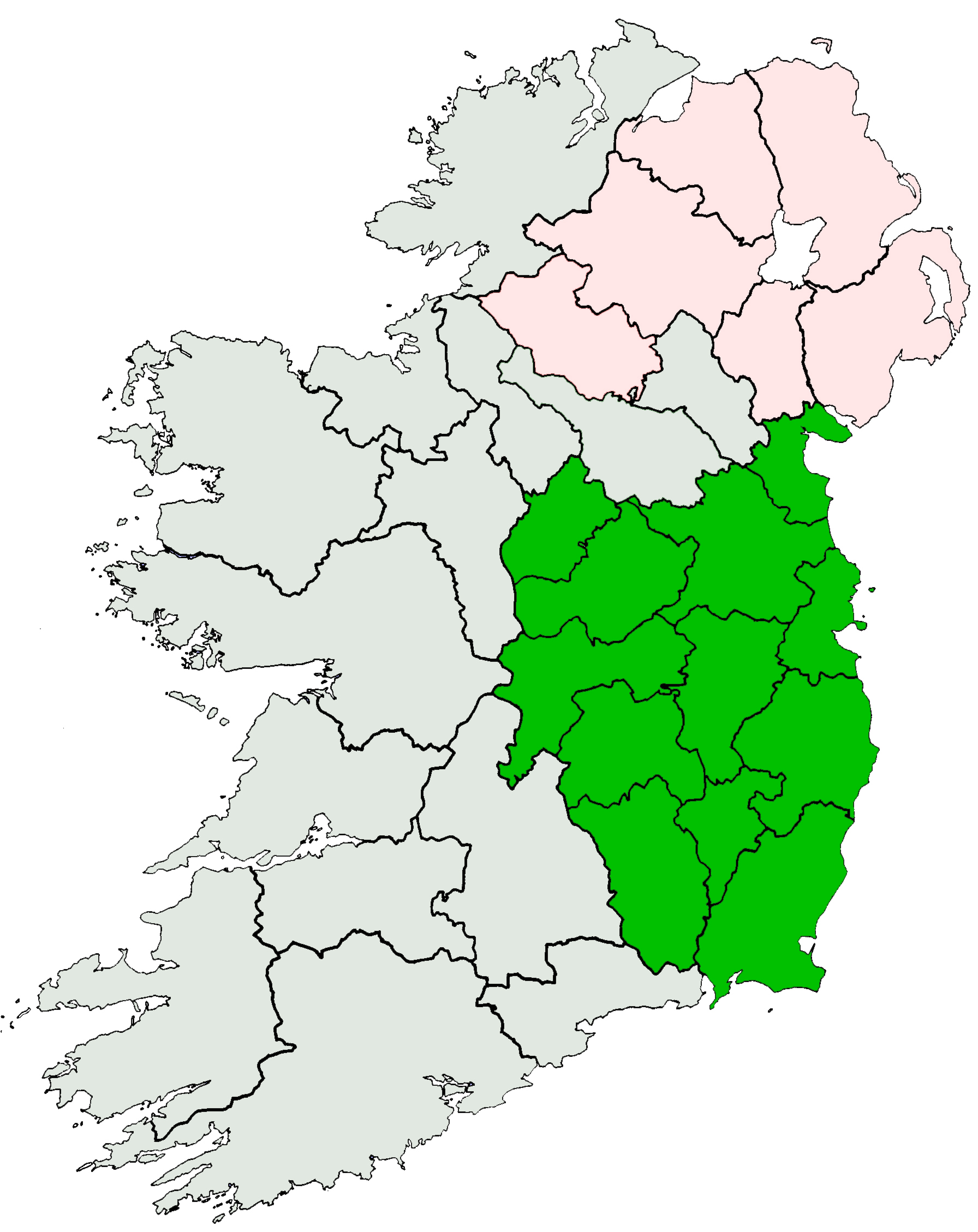
렌스터의 위치

렌스터(영어: Leinster [ˈlɛnstər][*], 아일랜드어: Cúige Laighean 쿠겨 라연)은 아일랜드의 지방 중 하나이다.